# Hospital Evangélico
O Hospital Universitário Evangélico Mackenzie é um hospital-escola privado, de caráter filantrópico, localizado na cidade de Curitiba, capital do estado brasileiro do Paraná. Tem como mantenedora o consórcio ”MACK-HE Dourados”, formado pelo Instituto Presbiteriano Mackenzie e a Associação Beneficente Douradense e integra o campo de estágios da Faculdade Evangélica do Paraná.

## História
O Hospital Universitário Evangélico de Curitiba (HUEC) foi inaugurado em 5 de setembro de 1959 com 120 leitos, por iniciativa da Sociedade Evangélica Beneficente de Curitiba (SEB). Seu primeiro diretor, foi o médico Prof. Dr. Daniel Egg.
No ano de 1968, a Faculdade Evangélica de Medicina do Paraná (FEPAR, atual FEMPAR), iniciou as atividades no hospital com o seu corpo docente e discente. Em 1971, o número de leitos do hospital foi expandido através da construção da estrutura pentagonal de 5 andares presente na atual instalação. Já no ano de 1975, o hospital implementou seus programas de residência médica.
Em 2013, a então chefe da UTI do hospital, Virgínia Helena Soares de Souza, assim como mais 7 membros da equipe da unidade, foram presos por suspeita de induzir a morte dos pacientes para a liberação de leitos da UTI, o caso gerou grande repercussão nacional e internacional. 
Em 2014, com cerca de R$ 400 milhões de reais em divididas e grandes dificuldades em manter os serviços operacionais, a 9º Vara do Trabalho de Curitiba determinou uma intervenção judicial, solicitada pelo Ministério Público do Trabalho do Paraná, em função de débitos trabalhistas e má gestão dos fundos provenientes de recursos públicos que o hospital recebia do município e do governo estadual.
Em 28 de setembro de 2018 o hospital e a Faculdade Evangélica do Paraná foram arrematados em leilão judicial por R$ 215 milhões de reais pelo consórcio ”MACK-HE Dourados”, formado  pelo Instituto Presbiteriano Mackenzie e a Associação Beneficente Douradense. O montante arrecado foi destinado ao saneamento de débitos trabalhistas e com credores. Assim, com a compra, as instituições mudaram de nome, sendo Hospital Universitário Evangélico Mackenzie e Faculdade Evangélica Mackenzie do Paraná.
Em 2019, novas instalações foram inauguradas e em 2020, inaugurou-se o Centro de Oncologia e Unidade Mackenzie da Mulher, bem como nova área para o pronto atendimento. No mesmo ano, as atividades de seu banco de multitecidos humanos foram iniciadas.

## Infraestrutura
O hospital conta com 475 leitos, distribuídos em 9 andares:
- 39 Leitos de UTI Adulto, 25 Leitos de UTI Neonatal
- 3 Centros Cirúrgicos: Geral, Obstétrico e Queimados
- UTI Adulto I e II; UTI Coronariana; UTI Neonatal;
- Maternidade (Alojamento Conjunto) com 40 leitos;
- Pronto Socorro Adulto, Pediátrico, Clínico e Cirúrgico

### Banco de tecidos
Em março de 2021, o hospital inaugurou o primeiro Banco de Multitecidos do Brasil com a finalidade de captar, processar e armazenar tecidos de procedência humana para fins terapêuticos e científicos.